# Myiopagis olallai
Elénia-das-colinas ou guaracava-tropandina (Myiopagis olallai) é uma espécie de ave da família Tyrannidae.
Pode ser encontrada nos seguintes países: Equador e Peru.
Os seus habitats naturais são: regiões subtropicais ou tropicais húmidas de alta altitude.
Está ameaçada por perda de habitat.